# Amblycercus holosericeus
Amblycercus holosericeus là một loài chim trong họ Icteridae.